# Liga Nacional de Básquet 1986
La Liga Nacional de Básquet 1986 fue la segunda edición de la Liga Nacional de Básquet de Argentina. Al igual que su predecesora, esta temporada se jugó con el mismo formato de 16 equipos con ascensos y descensos de la Liga B. El campeón de esta segunda edición fue Ferro Carril Oeste de Buenos Aires.
Respecto a la pasada edición, habían descendido San Lorenzo de Buenos Aires, Morón e Independiente de Tucumán y fueron reemplazados por Firmat FBC, Echagüe de Paraná y Caja Popular de Tucumán.
Durante el 1 de junio y el 1 de agosto la temporada estuvo suspendida por el Mundial de España 1986.

## Posiciones finales
|      |                                   | Partidos | Ganados | Perdidos | Puntos |
| ---- | --------------------------------- | -------- | ------- | -------- | ------ |
| 1.°  | Ferro Carril Oeste (Buenos Aires) | 39       | 32      | 7        | 71     |
| 2.°  | Olimpo de Bahía Blanca            | 39       | 22      | 17       | 61     |
| 3.°  | Atenas                            | 35       | 22      | 13       | 57     |
| 4.°  | Firmat F.B.C (Firmat)             | 37       | 16      | 21       | 52     |
| 5.°  | Sport Club Cañadense              | 31       | 21      | 10       | 52     |
| 6.°  | Echagüe                           | 33       | 17      | 16       | 50     |
| 7.°  | Pacífico                          | 33       | 12      | 21       | 45     |
| 8.°  | Estudiantes (Bahía Blanca)        | 32       | 17      | 15       | 49     |
| 9.°  | Argentino de Firmat               | 30       | 13      | 17       | 43     |
| 10.° | Unión de Santa Fe                 | 30       | 16      | 14       | 46     |
| 11.° | River Plate                       | 31       | 18      | 13       | 49     |
| 12.° | Asociación Española (Córdoba)     | 30       | 14      | 16       | 44     |
| 13.° | San Andrés (Malaver)              | 34       | 17      | 17       | 51     |
| 14.° | Caja Popuar (Tucumán)             | 34       | 14      | 20       | 48     |
| 15.° | Instituto                         | 31       | 8       | 13       | 38     |
| 16.° | Almagro de Esperanza              | 31       | 8       | 25       | 37     |

|  |                                            |
|  | Finalistas de la Liga Nacional de Básquet. |
|  | Descienden a la "Liga B".                  |

1. 1 2  Por un error en la planilla, el resultado de la primera semifinal que disputaron fue 75-76. Con los jugadores ya en el vestuario, se constató el error (el verdadero tanteador era 75-75). La posterior desafiliación de Firmat FC impidió el desarrollo del suplementario.
2. 1 2  Firmat FC ganó los puntos en su partido frente a Instituto por no presentación de los cordobeses.

## Serie final
La serie final de la segunda edición de la Liga Nacional de Básquet fue la que se dio entre el Club Ferro Carril Oeste y el Club Olimpo de Bahía Blanca, encuentro que inicio el 8 de diciembre y culminó el 17 del mismo de 1986 en el estadio de Olimpo.
| 8 de diciembre | Ferro (BA) | 86–84 | Olimpo (BB) | Buenos Aires                     |  |  |
|                |            |       |             |                                  |  |  |
|                |            |       |             | Pabellón: Estadio Héctor Etchart |  |  |
| Serie: 1-0     |            |       |             |                                  |  |  |
|                |            |       |             |                                  |  |  |

| 10 de diciembre | Ferro (BA) | 89–93 | Olimpo (BB) | Buenos Aires                     |  |  |
|                 |            |       |             |                                  |  |  |
|                 |            |       |             | Pabellón: Estadio Héctor Etchart |  |  |
| Serie: 1-1      |            |       |             |                                  |  |  |
|                 |            |       |             |                                  |  |  |

| 15 de diciembre | Olimpo (BB) | 91–92 | Ferro (BA) | Bahía Blanca                     |  |  |
|                 |             |       |            |                                  |  |  |
|                 |             |       |            | Pabellón: Estadio Norberto Tomas |  |  |
| Serie: 1-2      |             |       |            |                                  |  |  |
|                 |             |       |            |                                  |  |  |

| 17 de diciembre | Olimpo (BB) | 77–84 | Ferro (BA) | Bahía Blanca                     |  |  |
|                 |             |       |            |                                  |  |  |
|                 |             |       |            | Pabellón: Estadio Norberto Tomas |  |  |
| Serie: 1-3      |             |       |            |                                  |  |  |
|                 |             |       |            |                                  |  |  |

Ferro Carril Oeste (Buenos Aires)

Campeón

Segundo título

## Equipo campeón
Referencia: Básquet Plus.
- Miguel Cortijo
- Diego Maggi
- Johnny Martin
- Carl Amos
- Luis González
- Gabriel Darrás
- Javier Maretto
- Orlando Tourn
- Gerardo Riccardi
- Guillermo Coissón
- Mike Schlegel

Entrenador: Luis Martínez.